# Kelis Was Here
Albums de Kelis
Tasty
(2003) The Hits
(2008)
Singles
1. Bossy
Sortie : 31 janvier 2006
2. Blindfold Me
Sortie : 3 octobre 2006
3. Lil Star
Sortie : 19 février 2007

Kelis Was Here est le quatrième album studio de Kelis, sorti le 22 août 2006.
L'album s'est classé 6e au Top R&B/Hip-Hop Albums et 10e au Billboard 200.

## Liste des titres
| No  | Titre                                                                | Auteur                                                                             | Contient un (des) sample(s) de                                    | Durée |
| --- | -------------------------------------------------------------------- | ---------------------------------------------------------------------------------- | ----------------------------------------------------------------- | ----- |
| 1.  | Intro                                                                |                                                                                    |                                                                   | 1:27  |
| 2.  | Bossy (featuring Too $hort – Produit par Bangladesh et Sean Garrett) | Kelis Rogers-Jones, Shondrae Crawford, Todd Shaw, Sean Garrett                     | Diamonds on My Neck de Smitty                                     | 4:34  |
| 3.  | What's That Right There (Produit par will.i.am)                      | Rogers-Jones, William Adams, Jr., Keith Harris, George Clinton III, Philippé Wynne | (Not Just) Knee Deep de Funkadelic                                | 4:17  |
| 4.  | Till the Wheels Fall Off (Produit par will.i.am)                     | Rogers-Jones, Adams, George Pajon, Jr., Harris, Printz Board                       |                                                                   | 4:13  |
| 5.  | Living Proof (Produit par Raphael Saadiq et Jake and the Phatman)    | Raphael Saadiq, Robert Ozuna                                                       |                                                                   | 3:41  |
| 6.  | Blindfold Me (Produit par Polow da Don et Sean Garrett)              | Garrett, Jamal Jones                                                               |                                                                   | 3:48  |
| 7.  | Goodbyes (Produit par Cool & Dre)                                    | Rogers-Jones, Andre Lyon, Marcello Valenzano                                       |                                                                   | 4:42  |
| 8.  | Trilogy (Produit par Scott Storch et Jason « Poo Bear » Boyd)        | Rogers-Jones, Scott Storch, Jason Boyd                                             |                                                                   | 3:56  |
| 9.  | Circus (Produit par Raphael Saadiq et Jake and the Phatman)          | Rogers-Jones, Saadiq, Ozuna                                                        |                                                                   | 4:40  |
| 10. | Weekend (featuring will.i.am – Produit par will.i.am)                | Rogers-Jones, Adams, Harris                                                        |                                                                   | 4:42  |
| 11. | Like You (Produit par Knobody)                                       | Rogers-Jones, Jerome Foster                                                        | Der Hölle Rache kocht in meinem Herzen de Wolfgang Amadeus Mozart | 3:00  |
| 12. | Aww Shit! (featuring Smoke – Produit par Bangladesh)                 | Crawford, Shanell Woodgett, Tamika Means                                           |                                                                   | 4:09  |
| 13. | Lil Star (featuring Cee-Lo – Produit par Cee Lo Green)               | Rogers-Jones, Thomas Callaway                                                      |                                                                   | 4:55  |
| 14. | I Don't Think So (Produit par Max Martin et Dr. Luke)                | Rogers-Jones, Max Martin, Lukasz Gottwald                                          |                                                                   | 3:02  |
| 15. | Handful (Produit par Bangladesh)                                     | Rogers-Jones, Garrett, Crawford, Boyd                                              |                                                                   | 2:59  |
| 16. | Appreciate Me (Produit par Damon Elliott et Teddy Bear)              | Rogers-Jones, Damon Elliott                                                        |                                                                   | 4:02  |
| 17. | Have a Nice Day (Produit par Damon Elliott)                          | Elliott, Grecco Buratto                                                            |                                                                   | 6:33  |

| 18. | Fuck Them Bitches (Produit par will.i.am) | Adams, Pajon | 3:49 |